# Chikkamagaluru (distrikt)
Chikmagalur är ett distrikt i Indien.   Det ligger i delstaten Karnataka, i den södra delen av landet, 1 700 km söder om huvudstaden New Delhi. Antalet invånare är 1 137 961.
Följande samhällen finns i Chikmagalur:
- Chikkamagaluru
- Tarikere
- Kadūr
- Birūr
- Ajjampur
- Mudigere
- Narasimharājapura
- Koppa
- Sringeri